# Falta antideportiva (baloncesto)
Una falta antideportiva es una falta en la que el jugador que implica contacto muy fuerte al contrario y que, a juicio del árbitro, no constituye un esfuerzo legítimo de jugar directamente el balón dentro del espíritu y la intención de las reglas o bien, el contacto es de demasiada brusquedad.

## Descripción
El baloncesto es un deporte en el que se enfrentan dos equipos formados por cinco jugadores cada uno. Lo más importante en este deporte son las normas que lo caracterizan, como los pasos, los dobles y, sobre todo, las faltas su creador fue James Naismith que fue profesor de educación física y falleció en el año de 1939.

### Tipo de faltas
Hay faltas personales, muy conocidas por todos, en las que en cada posesión suelen aparecer, ya que por cualquier contacto con el jugador de otro equipo ya es falta, también hay faltas en ataque que la hace el mismo equipo que está atacando, hay otra falta que no se percibe con claridad que es la falta en ataque por medio de un bloqueo al defensor.

#### La falta antideportiva
La falta antideportiva es una falta de un jugador que implica contacto y que, por orden del árbitro, no constituye un esfuerzo

#### Repercusiones
La falta antideportiva consta de dos tiros libres, los cuales pueden subir dos punto al marcador , y sin rebote, y un saque de banda para el equipo del cual es el jugador.